# Fevillea
Fevillea – rodzaj roślin z rodziny dyniowatych (Cucurbitaceae). Obejmuje 8 gatunków. Zasięg rodzaju obejmuje Amerykę Środkową na północy sięgając do południowego Meksyku i Wielkich Antyli oraz Amerykę Południową po północną Argentynę. Rośliny te rosną w wilgotnych i bagiennych lasach.
Fevillea cordifolia jest rośliną uprawianą dla bogatych w tłuszcze nasion. Gatunek ten wraz z F. trilobata dostarczał surowca do wyrobu świec oraz był wykorzystywany jako środek przeczyszczający i antidotum na zatrucia. 
W XIX wieku dla rodzaju tego proponowano polskie nazwy: fewilla, włóklica i kąciłęć.

## Morfologia
PokrójLiany osiągające wiele metrów długości, wspinające się na drzewa. Wąsy czepne krótkie lub długie, na końcu rozwidlone.
LiścieDłoniasto klapowane (3–7 klap) lub dłoniasto  złożone (3–5 listków) z 3–9 listków.
KwiatyRozdzielnopłciowe – żeńskie i męskie powstają na tych samych roślinach (dwupiennych). Kwiatostany męskie są wiechowate lub kwiaty skupione są w pęczki, natomiast kwiaty żeńskie wyrastają pojedynczo lub parami. Dno kwiatowe jest talerzykowate ze zrośniętymi działkami kielicha osiągającymi do 2 mm długości. Płatki korony zrośnięte są z działkami i osiągają do 4 mm, są zielone, żółte, pomarańczowe lub brązowe. W kwiatach męskich pręcików jest 5, z krótkimi nitkami, z wyprostowanymi pylnikami. W kwiatach żeńskich prątniczki są obecne lub nie, natomiast słupek składa się ze stożkowatej 1- lub 3-komorowej zalążni zwieńczonej trzema szyjkami, każdą z dwudzielnym znamieniem.
OwoceKulistawe lub podługowate jagody lub torebki otwierające się klapami, osiągające od 3,5 do 16 cm długości i od 3 do 13 cm średnicy. Po dojrzeniu owoce są zielone, czerwonawe lub brązowe. Zawierają zwykle kilkanaście nasion, okrągławych, spłaszczonych, o średnicy od 1 do 6 cm.

## Systematyka
Pozycja systematyczna
Rodzaj z plemienia Triceratieae  z rodziny dyniowatych Cucurbitaceae.
Wykaz gatunków
- Fevillea anomalosperma M.Nee
- Fevillea bahiensis G.L.Rob. & Wunderlin
- Fevillea cordifolia L.
- Fevillea narae A.Estrada & D.Santam.
- Fevillea passiflora Vell.
- Fevillea pedatifolia (Cogn.) C.Jeffrey
- Fevillea pergamentacea (Kuntze) Cogn.
- Fevillea trilobata L.